# 岩城隆喜
岩城 隆喜（いわき たかひろ、寛政6年11月2日〈1791年11月27日〉 - 嘉永6年12月9日〈1854年1月7日〉）は、江戸時代後期の大名。出羽国亀田藩8代藩主。

## 生涯
寛政3年（1791年）11月2日、7代藩主・岩城隆恕の長男として生まれる。
寛政12年（1800年）5月13日、父・隆恕の嫡子となる。文化4年（1807年）2月22日、江戸幕府11代将軍・徳川家斉に御目見をする。文化14年（1817年）7月13日、隆恕の死去により家督を継いだ。同年12月16日、従五位下・伊予守に叙任する。天保元年（1831年）5月21日、オランダ人に地図を提供した咎で捕縛された長崎大通詞・馬場為八郎、小通詞・稲部市五郎、吉雄忠次郎の身柄を、幕府の命を受け佐竹義純・前田利和と共に預かる。
弘化元年（1844年）、駿府加番を命じられる。嘉永5年（1852年）12月27日、大和国柳本藩主・織田信陽と共に家格を城主格に上げられる。
嘉永6年12月9日（1854年）死去。享年63。隆喜の死後、四男・隆永から隆信・隆政・隆邦と4兄弟が相次いで家督を継ぐことになる。

## 系譜
子女は8男18女
父母
- 岩城隆恕（父）

正室、継室
- 板倉勝政の娘（正室）
- 津軽寧親の娘（継室）

側室
- 千勢、恵鏡院
- 菊瀬、松雲院

子女
- 岩城隆興（三男）
- 直子（三女） - 浅野長祚正室
- 倉子、浄真院（五女） - 佐竹義祚正室
- 岩城隆永（四男） 生母は恵鏡院
- 岩城隆信（五男） 生母は松雲院
- 寿
- 岩城隆政（六男） 生母は松雲院
- 岩城隆邦（七男） 生母は松雲院 - 真田秀八郎（岩城隆謨）の養子
- 堀田正養（九男） - 堀田正誠の養子
- 銀子（八女） - 佐竹義祚継室
- 立花種温正室
- 緑操院 - 前田利豁正室